# Тюргеський каганат
Тюргеський каганат — тюркська держава що простягалася від Шаша (Ташкента) до Турфана і Бішбалика. Семиріччя, басейни річок Ілі, Чу і Талас. Столиця каганату — місто Суяб, мала ставка — Кунгут.
Незалежна держава виникла в 699 році після занепаду Західно-Тюркського каганату. Тургеський каганат проіснував до 766 року, коли карлуки перемогли їх.
Тюргеші входили до племінного союзу дулу і в свою чергу мали поділ на кара- і сари-тюргешів. Їх вождь Ушлік скинув китайського губернатора і направив до Китаю посольство з вимогою визнати його каганом.
Східні тюрки також змушені були визнати існування нової держави. На початку VIII ст. каган Ушлік переносить свою ставку у місто Суяб і ділить всю територію каганату на 20 областей — тутук. У кожній області налічувалося до 7 тис. вояків.

## Історія

### Перші тюргеські кагани
В 705 році впритул до південних кордонів тюргешів підійшли арабські війська, які воювали з Согдійськими державами. Ушлік (Уч-Еліг) укладає союз з Китаєм і Согдом і двічі розбиває арабів під Пайкендом і Бухарою. Тільки розбіжності між тюргешами і согдійцями дозволили арабам відступити і уникнути повного розгрому. Син Ушліка Соге каган вигнав арабів з Середньої Азії і став фактично гегемоном у цьому регіоні. Проте цей успіх виявився недовгим.
В 708 році у Тюргеському каганаті почалася міжусобна війна між каганом і його васалом Кулі-Чурі. Крім того, рідний брат Соге, Чжен перейшов на бік Східно-Тюркського кагана і звернувся до нього за допомогою у боротьбі за престол. Східно-Тюркські війська виступили у похід і в 710 році на річці Болочу тюргеське військо було розбите. Соге почав збирати нові війська, але знову зазнав поразки і потрапив у полон, а каганом став Чжен.

### Сулук (Сулу) Великий
Поразка тюргешів дозволило арабам відновити наступ на Середню Азію і в 711 році взяти Самарканд. В 713 році араби захопили Ходжент, Фергану і спробували заволодіти Ташкентом, а в 715 році проникнути у Східний Туркестан. Проте арабська експансія знову була зупинена тюргешами, які в тому ж 715 році очистили від загарбників Фергани, а вже в 717 році талановитий каган Сулук зумів відновити колишню міць каганату.
Араби намагалися домогтися союзу з тюргешами шляхом пропаганди ісламу, проте ці спроби не мали успіху, і Сулук залишився союзником согдийців. В 724 році тюркеші підтримали повстання у Согді і почали вести там партизанську війну проти арабів. Навесні 731, тюргеші і согдіанці звільнили Самарканд. У жовтні 731 року тюргеші змусили арабів залишити Балх, де знаходилася ставка їх військового командування. Чисельність військ тюргешів у цей період становила 30 тисяч осіб. Головну роль у військових успіхах західних тюрків зіграв полководницький талант Сулу і його особистий престиж. Проте в 737, мир з Китаєм був порушений, і Сулуку довелося вести війну на два фронти. Крім того, спалахнула ворожнеча між кара і сари-тюргешами.
Згідно китайському літопису, «у пізні роки він [Сулук] відчув убогість — почав награбоване малу-помалу утримувати без розділу. Тоді і підлеглі почали відділятися від нього. Він застудився та й ще одна рука оніміла, і він не міг займатися справами». Це призвело до посилення впливу на державні справи його найближчого оточення. У підсумку в 738 році Сулу був убитий своїми соратниками — вождь сари-тюргешів Бага-Тархан вбив Сулука і намагався захопити владу. Під його прапором зібралися правителі Фергани і Ташкента, крім того, підтримку обіцяли і китайці. У битві на р. Шу кара-тюргеші були розбиті, а столиця каганату, місто Талас, зруйновано. В 740 році був убитий і Бага-Тархан, а головою кара-тюргешів став Іль-Ідміш-Кутлуг-Більге.
Деякі тюргеські кагани карбували свої монети з Согдійськими написами.

## Розпад каганату
Користуючись міжусобицями тюргешів, арабам вдалося завершити завоювання Согду, придушити опір Самарканду, Ташкенту і Отрару і до 738, встановити твердий кордон з тюргешами. Відновили наступ і китайці, які в 748 році зруйнували місто Суяб. Дві армії, арабська і китайська, зустрілися в 751 році біля річки Талас. Запекла битва тривала п'ять днів і закінчилася перемогою арабів. Китайці були вигнані з Семиріччя, але й араби були змушені відступити через постійні повстання у підкореному Согді.
Сулук був убитий його родичем Бага-тарханом. Коли Сулук був убитий, кара- та сари- тюргеші розпочали громадянську війну. Бага-тархан що був з сари-тюргешів переміг свого суперника Тумоче з кара-тюргешів. В 740 р. Бага-тархан став васалом династії Тан, але повстав, по вбивству маріонетки, який надійслав Танський суд у 742 році. Потім він був розбитий і страчений військами династії Тан в 744 році. Останній правитель тюргешів оголосив себе васалом Уйгурського каганату. В 766 році карлуки завоювали Жетису і  Тургеський каганат припинив існування.

## Тюргеські кагани
- Ушлік (704—706)
- Соге (706 - 711)
- Чжену (711—716)
- Сулук-чор (716—738)
- Кут-чор (738—739)
- Кюль-чор (739–744)
- Іль-Етміш Кутлук-Більге (744–749)
- Їбо-Кутлук-Більге (749—751)
- Тенгрі-Елміш (753—756)
- Ата-Бойла (759—766)